# Pulacayo
Pulacayo es un asentamiento minero de las tierras altas de Bolivia, al suroeste del país. Está ubicado en el municipio de Uyuni de la provincia de Quijarro en el departamento de Potosí. Fundado el 16 de diciembre de 1833, fue reconocido como población minera durante la presidencia de Eliodoro Villazón a través de una ley emitida el 24 de septiembre de 1912. Se accede a la población a través de la Ruta Nacional (RN) 5, en el tramo que conecta las ciudades de Uyuni y Potosí. Pulacayo alberga un centro minero de extracción de plata que llegó a ser el segundo más grande de Bolivia tras el Cerro Rico. Se dice que su riqueza era tal que su segundo lugar no correspondía solo a Bolivia, si no al mundo.

## Contexto geográfico
Pulacayo se encuentra a unos 22 km de Uyuni y a 198 km de la ciudad de Potosí. Está rodeado por varios cerros de la cordillera de Chichas, como el Cerro Paisano o el Cerro Pupusani. Al encontrarse en un cañadón de la cordillera de Chichas, está a una altitud de 4200 m s. n. m. Su clima es típico de las zonas andinas: frío, seco y de vientos fuertes, durante casi todo el año. Las temperaturas oscilan entre 5 °C y 12 °C.

## Historia

### Minería

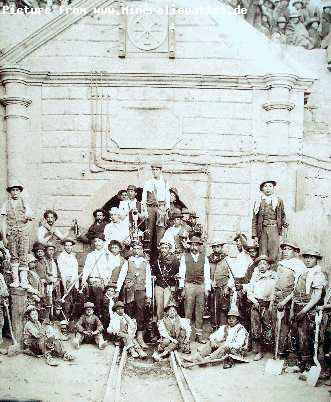
Mina Pulacayo-Huanchaca en 1880.

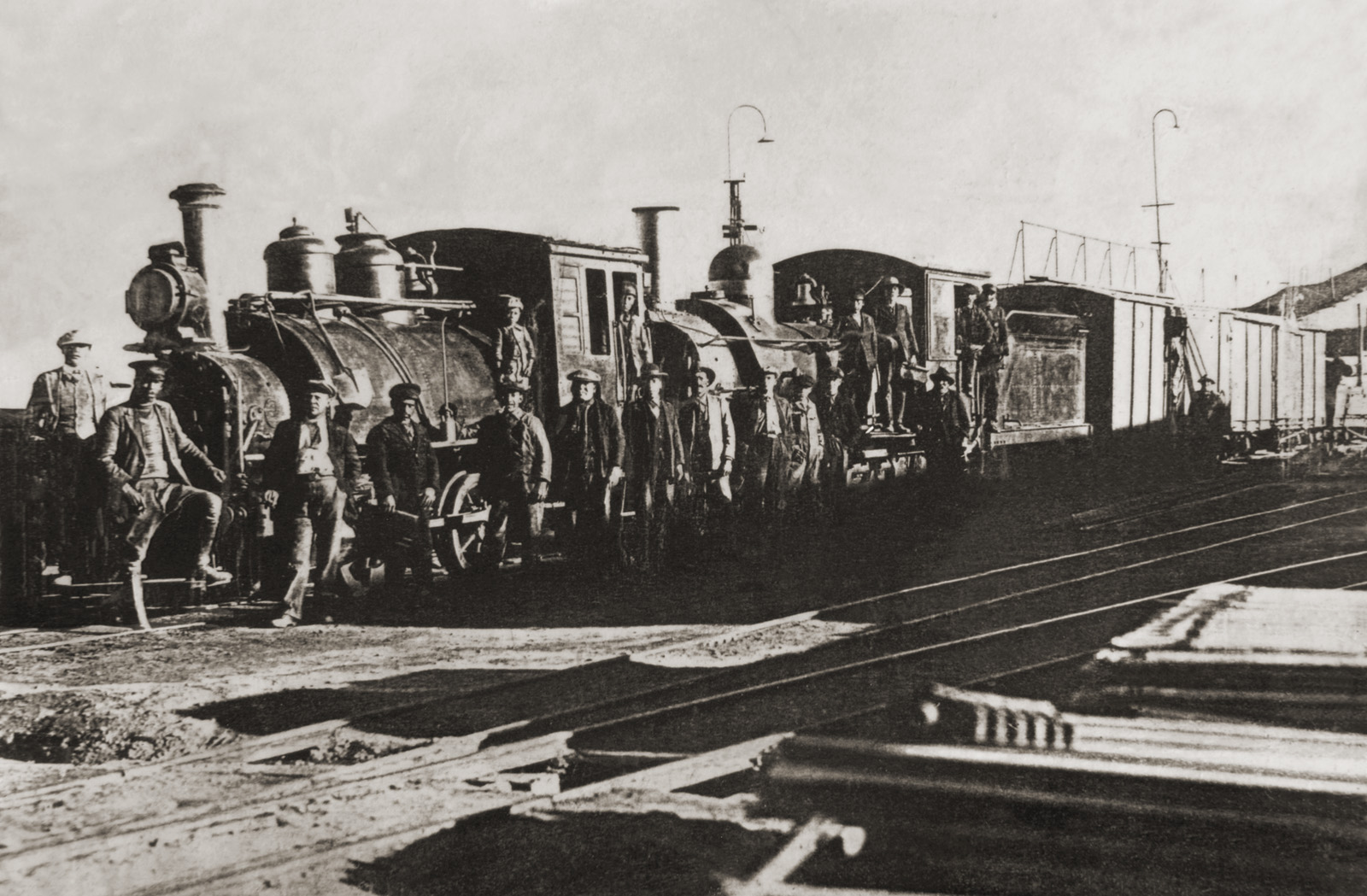
Tren en Pulacayo a inicios del s XX.

Su privilegiada posición atrajo la atención de mineros de todas las épocas, existiendo evidencia de actividades relacionadas con la minería en el periodo del Horizonte Medio de las culturas prehispánicas de Los Andes.
Entre 1879 y 1970 llegó a tener más de 60.000 habitantes, quienes llegaban y se establecían atraídos por el movimiento económico generado por la extracción de plata.
Pulacayo jugó un rol fundamental en la historia de la minería de Bolivia, particularmente por su riqueza en plata, la cual fue determinante en la historia de los ferrocarriles en Bolivia. La empresa Huanchaca construyó el tramo Pulacayo-Uyuni en 1890 y la línea Pulacayo-Huanchaca, en 1892, que se extendería hasta la ciudad de Oruro.
Debido la influencia que la población minera ejerció en la región es que se establecieron otros asentamientos como el de Uyuni, en 1899.
En el siglo XX, su aporte a la guerra del Chaco fue muy importante, ya que la economía generada por la extracción de minerales permitió sufragar costes de guerra. Posteriormente, durante 1946, se llevó a cabo en la población el Primer Congreso Extraordinario de la Federación Sindical de Trabajadores Mineros de Bolivia, evento en el que se adoptó  la denominada Tesis de Pulacayo un manifiesto político del movimiento obrero, conocido como la Tesis de Pulacayo.

### Museo Minero Huanchaca-Pulacayo
El Archivo Histórico de la Minería Nacional planteó la creación de una red de museos que preserve la memoria de la minería y su impacto en Bolivia; entre ellos se planificó el establecimiento de un museo constituido por diferentes edificaciones históricas y patrimoniales de Pulacayo. En 2017 se iniciaron los trabajos y durante 2019 el proyecto se hallaba en etapa de implementación.

### Patrimonio Industrial
En 2003 el Viceministerio de Cultura, del Gobierno de Bolivia, presentó la postulación del Centro Minero Pulacayo y sus edificaciones ante la UNESCO para ser reconocido como Patrimonio Industrial de la humanidad.

## Demografía
La población del pueblo se redujo drásticamente debido a la disminución de la extracción de minerales en la década anterior al cambio de milenio y desde entonces ha vuelto a aumentar:
| Año  | Habitantes | Fuente |
| ---- | ---------- | ------ |
| 1992 | 1 620      | Censo  |
| 2001 | 555        | Censo  |
| 2012 | 816        | Censo  |

## Transporte
Pulacayo se encuentra a 188 km por carretera al suroeste de Potosí, la capital departamental, y a unos 19 km de Uyuni, la capital municipal. Desde Potosí, la ruta nacional Ruta 5 conduce por los pueblos de Porco, Chaquilla, Yura y Tica Tica hasta Pulacayo y de allí a Uyuni.

## Turismo

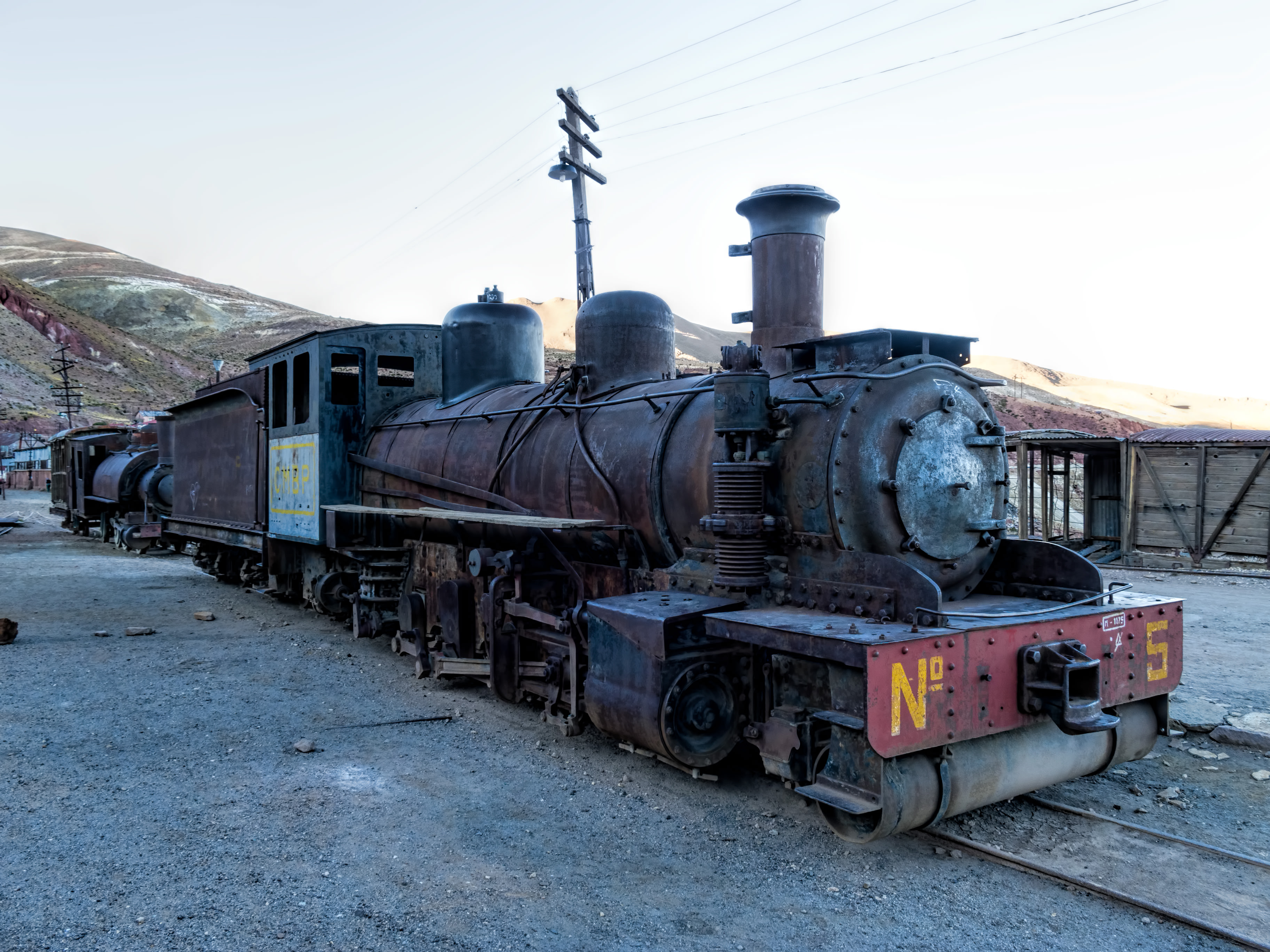
Vagón del tren que fuera asaltado por Butch Cassiddy y Sundance Kid

En Pulacayo se encuentra un tren identificado como el vehículo víctima del asalto perpetrado por Butch Cassidy y Sundance Kid en 1908, aunque las noticias de la época refieren que el robo realizado a las remesas de la compañía Aramayo ,Franke & Co. por los criminales estadounidenses se realizó a dinero transportado a lomo de mulas.
La remesa robada era propiedad de la citada empresa, entre cuyos principales accionistas se encontraban los hermanos Francke, alemanes, y José Avelino Aramayo, abuelo de Carlos Aramayo, uno de los tres barones del Estaño en Bolivia. 
No obstante, por la cercanía de los centros mineros es posible que el tren se trate realmente del que fuera asaltado en 1922 por un grupo denominado The Smithies, aunque algunos autores atribuyen también este delito a  Butch Cassidy y Sundance Kid .

## Homenajes e impacto cultural
El nombre de la población es ampliamente conocido por la Tesis que el movimiento obrero presentó en la década de 1940. Con el objetivo de realzar otros elementos históricos, en 2017 fue publicada la novela El amor bajo las piedras, inspirada en testimonios orales y escritos, y ambientada en el centro minero de la comunidad en la década comprendida entre 1920 y 1930.